# Not Called Jinx
Not Called Jinx ist eine 2005 gegründete Rockband aus Berlin.
Die Musikrichtung der Band wird oft als Alternative Pop-Rock bezeichnet. Bis Ende 2011 hat Not Called Jinx über 200 Konzerte in Deutschland gegeben. Im Jahr 2010 trat die Band in Indonesien auf Südostasiens größtem Rock Festival, dem „Java Rockin' Land“, auf. Ein Jahr später gingen Not Called Jinx mit der schwedischen Rockgruppe Royal Republic für zwei Wochen auf Europa-Tour.

## Geschichte

### 2005–2008
Die Band wurde im Frühsommer 2005 als Spaßprojekt gegründet, um an einem Schulwettbewerb teilnehmen zu können. Nach einem unerwarteten Sieg entschieden sich die Bandmitglieder einige Änderungen in der Besetzung vorzunehmen, sodass im September 2005 die Band in der Besetzung Kilian Peters, Adrian Tschoepke, Arseny Knaifel und Vincent Petsch stand.
Anfänglich war die Musikrichtung der Band sehr viel stärker an Pop-Punk angelehnt. Die Band selbst beschrieb ihren Stil als Powerpop. Im Oktober 2005 nahmen sie ihre erste EP unter dem Titel The Awesome Foursome auf und kurz darauf folgte die EP Sex, Drugs and Powerpop (Mai 2006). Aufgrund der Unzufriedenheit der Band mit ihrer eigenen Musik und dem schnellen Wandel des Musikstils, sind die beiden Demo-EPs nie auf CD erschienen.
Im September 2006 nahm die Band mit Produzent Greg Dinunzi und Neil „Harry“ Harrison ihre dritte EP unter dem Titel Don't Say Anything auf.
Im Mai 2007 tat sich die Band mit 5BUGS-Gitarristen und Produzenten Florian Nowak zusammen und nahm eine vierte EP mit vier Liedern auf, der sie den Namen Who Needs Winners Anyway gaben. Die EP ist am 15. September 2007 erschienen. Am 14. Dezember gewann Not Called Jinx die Qualifikation für das VIVA School Jam 07/08 Wettbewerb in Berlin.
2008 spielten Not Called Jinx auf dem Open Flair Festival mit The Hives und Die Ärzte als Headliner. Not Called Jinx belegten den dritten Platz beim regionalen T-Mobile-Local-Support-Bandwettbewerb. Die Jury bestand aus VJ Joachim Winterscheidt (MTV), Henning Wehland (H-Blockx), DJ Sepalot (Blumentopf), Marc Liebscher (Manager Sportfreunde Stiller) und Götz Gottschalk (Manager und Produzent). Vom 17. Oktober bis 1. November 2008 tourte die Band zusammen mit der deutschsprachigen Rockband Harthof aus Berlin durch ganz Deutschland.

### 2009–2012
2009 verließ Arseny Knaifel die Band. Thomas Kosslick und Irzan Raditya wurden kurz danach neue Mitglieder der Gruppe. Am 21. September 2009 spielte die Band mit All Time Low und The Audition aus den Vereinigten Staaten in Berlin. Not Called Jinx tourten im Februar 2009 ein paar Tage mit Itchy Poopzkid und sind kurz danach mit den 5BUGS aus Berlin für zwei Wochen auf Tour mitgefahren. Direkt nach der Tour mit 5BUGS nahm die Band ihr Debütalbum Phoenix Arising im Daily Hero Studio in Berlin, Kreuzberg, erneut mit Produzenten Florian Nowak auf. Die Platte wurde am 29. April 2011 veröffentlicht.
Im Oktober 2010 spielte Not Called Jinx auf dem Java Rockin Land 2010 in Jakarta, Indonesien, dem größten Rockfestival Südostasiens. Dies war die erste Auslandstour der Band. Sie waren neben The Smashing Pumpkins, Stereophonics, Dashboard Confessional und vielen anderen internationalen Rockbands auch Headliner der Vorveranstaltung in Surabaya. Speziell für Indonesien veröffentlichten sie eine weitere EP namens New Beginnings. Während ihres zweiwöchigen Aufenthalts in Indonesien, spielten sie nicht nur auf dem Java Rockin Land Festival, sondern besuchten auch eine Großzahl an Radio- und TV-Senders, um Interviews und Meet & Greets zu geben.
2011 liefen einige Lieder von Phoenix Arising in Rotation bei vielen Radiosendern in Deutschland und die Berliner Zeitung schrieb einen Artikel über die Band.
Ende September ging die Band mit der schwedischen Rockgruppe Royal Republic auf Europatour.
2012 spielten Not Called Jinx auf zahlreiche Festivals in Deutschland und haben die 5BUGS auf ihrer Abschiedstour für mehrere Tage begleitet. Im November spielten sie mit der indonesischen Pop-Rock-Band Rocket Rockers in Berlin auf der PeterSaysDenim Invasion Tour, organisiert von deren indonesischen Klamottensponsor.

### 2013
Anfang 2013 entstand eine Kooperation zwischen der Band und der Booking Agentur K.O.K.S. Music. Im März 2013 sind Not Called Jinx zusammen mit der Pop-Punk-Band Insert Coin aus Recklinghausen für mehrere Wochen auf Deutschlandtour gefahren. Im Anschluss unterzeichneten sie einen Plattenvertrag bei dem Label SPV. Im Oktober ging die Band erneut ins Daily Hero Recordings Studio um ihr zweites Album aufzunehmen, welches den Namen The Manual tragen sollte. Währenddessen sind Irzan Raditya und Not Called Jinx getrennte Wege gegangen.
2014 wurde entschieden, dass The Manual am 22. August 2014 veröffentlicht werden sollte. Die Band veröffentlichte außerdem am 4. Mai 2014 ihr drittes offizielles Musikvideo namens Palm of My Hand, welches schon klare Andeutungen zum neuen Album verrät.

## Diskografie

### EPs
- 2005: The Awesome Foursome
- 2006: Sex, Drugs and Powerpop
- 2006: Don't Say Anything
- 2007: Who Needs Winners Anyway
- 2010: New Beginnings

### Alben
- 2011: Phoenix Arising
- 2014: The Manual